# 1981 100 legnagyobb slágere
Ez a lista a Billboard magazin  első Hot 100  zenéjét tartalmazza 1981-ből.
| Helyezés | Szám                                | Előadó                                            |
| -------- | ----------------------------------- | ------------------------------------------------- |
| 01       | Bette Davis Eyes                    | Kim Carnes                                        |
| 02       | Endless Love                        | Diana Ross & Lionel Richie                        |
| 03       | Lady                                | Kenny Rogers                                      |
| 04       | (Just Like) Starting Over           | John Lennon                                       |
| 05       | Jessie’s Girl                       | Rick Springfield                                  |
| 06       | Celebration                         | Kool & The Gang                                   |
| 07       | Kiss on My List                     | Daryl Hall & John Oates                           |
| 08       | I Love a Rainy Night                | Eddie Rabbitt                                     |
| 09       | 9 to 5                              | Dolly Parton                                      |
| 10       | Keep On Loving You                  | REO Speedwagon                                    |
| 11       | Theme from "Greatest American Hero" | Joey Scarbury                                     |
| 12       | Morning Train (Nine to Five)        | Sheena Easton                                     |
| 13       | Being with You                      | Smokey Robinson                                   |
| 14       | Queen of Hearts                     | Juice Newton                                      |
| 15       | Rapture                             | Blondie                                           |
| 16       | A Woman Needs Love                  | Ray Parker jr. & Raydio                           |
| 17       | The Tide Is High                    | Blondie                                           |
| 18       | Just the Two of Us                  | Grover Washington jr.                             |
| 19       | Slow Hand                           | Pointer Sisters                                   |
| 20       | I Love You                          | Climax Blues Band                                 |
| 21       | Woman                               | John Lennon                                       |
| 22       | Sukiyaki                            | A Taste Of Honey                                  |
| 23       | The Winner Takes It All             | ABBA                                              |
| 24       | Medley                              | Stars On 45                                       |
| 25       | Angel of the Morning                | Juice Newton                                      |
| 26       | Love on the Rocks                   | Neil Diamond                                      |
| 27       | Every Woman in the World            | Air Supply                                        |
| 28       | The One That You Love               | Air Supply                                        |
| 29       | Guilty                              | Barbra Streisand & Barry Gibb                     |
| 30       | The Best of Times                   | Styx                                              |
| 31       | Elvira                              | Oak Ridge Boys                                    |
| 32       | Take It on the Run                  | REO Speedwagon                                    |
| 33       | No Gettin’ Over Me                  | Ronnie Milsap                                     |
| 34       | Living Outside Myself               | Gino Vannelli                                     |
| 35       | Woman in Love                       | Barbra Streisand                                  |
| 36       | Boy from New York City              | Manhattan Transfer                                |
| 37       | Urgent                              | Foreigner                                         |
| 38       | Passion                             | Rod Stewart                                       |
| 39       | Lady (You Bring Me Up)              | Commodores                                        |
| 40       | Crying                              | Don Mclean                                        |
| 41       | Hearts                              | Marty Balin                                       |
| 42       | It’s My Turn                        | Diana Ross                                        |
| 43       | You Make My Dreams                  | Daryl Hall & John Oates                           |
| 44       | I Don’t Need You                    | Kenny Rogers                                      |
| 45       | How 'Bout Us                        | Champaign                                         |
| 46       | Hit Me with Your Best Shot          | Pat Benatar                                       |
| 47       | The Breakup Song                    | Greg Kihn Band                                    |
| 48       | Time                                | Alan Parsons Project                              |
| 49       | Hungry Heart                        | Bruce Springsteen                                 |
| 50       | Sweetheart                          | Franke & The Knockouts                            |
| 51       | Someone’s Knockin’                  | Terri Gibbs                                       |
| 52       | More Than I Can Say                 | Leo Sayer                                         |
| 53       | Together                            | Tierra                                            |
| 54       | Too Much Time on My Hands           | Styx                                              |
| 55       | What Are We Doin’ in Love           | Dottie West                                       |
| 56       | Who’s Crying Now                    | Journey                                           |
| 57       | De Do Do Do, De Da Da               | The Police                                        |
| 58       | This Little Girl                    | Gary U.S. Bonds                                   |
| 59       | Stop Draggin’ My Heart Around       | Stevie Nicks With Tom Petty and the Heartbreakers |
| 60       | Giving It Up for Your Love          | Delbert McClinton                                 |
| 61       | A Little in Love                    | Cliff Richard                                     |
| 62       | America                             | Neil Diamond                                      |
| 63       | Ain’t Even Done with the Night      | John Cougar                                       |
| 64       | Arthur’s Theme                      | Christopher Cross                                 |
| 65       | Another One Bites the Dust          | Queen                                             |
| 66       | Games People Play                   | Alan Parsons Project                              |
| 67       | I Can’t Stand It                    | Eric Clapton                                      |
| 68       | While You See a Chance              | Steve Winwood                                     |
| 69       | Master Blaster                      | Stevie Wonder                                     |
| 70       | Hello Again                         | Neil Diamond                                      |
| 71       | Don’t Stand So Close to Me          | The Police                                        |
| 72       | Hey Nineteen                        | Steely Dan                                        |
| 73       | I Ain’t Gonna Stand for It          | Stevie Wonder                                     |
| 74       | All Those Years Ago                 | George Harrison                                   |
| 75       | Step By Step                        | Eddie Rabbitt                                     |
| 76       | The Stroke                          | Billy Squier                                      |
| 77       | Feels So Right                      | Alabama                                           |
| 78       | Sweet Baby                          | Stanley Clarke & George Duke                      |
| 79       | Same Old Lang Syne                  | Dan Fogelberg                                     |
| 80       | Cool Love                           | Pablo Cruise                                      |
| 81       | Hold On Tight                       | Electric Lilght Orhestra                          |
| 82       | It’s Now or Never                   | John Schneider                                    |
| 83       | Treat Me Right                      | Pat Benatar                                       |
| 84       | Winning                             | Carlos Santana                                    |
| 85       | What Kind of Fool                   | Barbra Streisand & Barry Gibb                     |
| 86       | Watching the Wheels                 | John Lennon                                       |
| 87       | Tell It Like It Is                  | Heart                                             |
| 88       | Smoky Mountain Rain                 | Ronnie Milsap                                     |
| 89       | I Made It Through the Rain          | Barry Manilow                                     |
| 90       | You’ve Lost That Lovin’ Feelin'     | Daryl Hall & John Oates                           |
| 91       | Suddenly                            | Olivia Newton-John & Cliff Richard                |
| 92       | For Your Eyes Only                  | Sheena Easton                                     |
| 93       | The Beach Boys Medley               | The Beach Boys                                    |
| 94       | Whip It                             | Devo                                              |
| 95       | Modern Girl                         | Sheena Easton                                     |
| 96       | Really Wanna Know You               | Gary Wright                                       |
| 97       | Seven Year Ache                     | Rosanne Cash                                      |
| 98       | I’m Coming Out                      | Diana Ross                                        |
| 99       | Miss Sun                            | Boz Scaggs                                        |
| 100      | Time Is Time                        | Andy Gibb                                         |